# Línea 1M1 (Suburbanos Montevideo)
La línea 1M1 de la red de transporte  suburbano de Montevideo une la terminal Baltasar Brum con Playa Pascual en Ciudad del Plata.

## Creación
Inicialmente, la línea 1M había sido operada por la Compañía Interdepartamental de Transporte, hasta que en 1988 comienza a ser operada por la empresa Solfy, quien comenzó a explotar el servicio y a sumar distintos ramales, dentro de la misma línea. Todos inicialmente desde la Terminal Goes, en Montevideo, hacia distintas zonas de Ciudad del Plata. En los años noventa, el recorrido fue modificado, ya que fue inaugurada la Estación Baltasar Brum y dichos servicios pasaron a partir desde allí.   
En el año 2011 la línea comenzó a ser operada por la Corporación de Ómnibus Micro Este, quien como condición de comenzar su operación acordó convertir todos los ramales existentes en líneas independientes de la 1M.
Creándose las líneas: 
- Línea 1M2: Montevideo  - Playa Pascual (por Delta del Tigre)

- Línea 1M4: Montevideo - Playa Penino

- Línea 1M5: Montevideo- Playa Pascual (por Villa Olímpica)

- Línea 1M6: Montevideo - Playa Pascual (por Villa Olímpica y Penino)

- Línea 1M7: Montevideo (Tres Cruces) - Playa Pascual (Semi-Directo)

- Línea 1M8: Montevideo (Tres Cruces) - Playa Pascual (DIRECTO)

- Línea 1M11: Montevideo - Delta del Tigre

- Línea 1M12: Montevideo - Ruta 1 kilómetro 29 (por Delta)

- Línea 1M13: Montevideo  - Santa Mónica (por Delta)

- Línea 1M14: Montevideo - Santa Mónica (por Delta y Monte Grande)

- Línea 1M15: Montevideo - Colonia Wilson

- Línea 1M16: Montevideo - Ruta 1 kilómetro 29 (por Delta y R1 Vieja)

En el año 2020, a consecuencia de su ingreso en el Sistema de Transporte Metropolitano debió modificarse su denominación, pasando a ser la línea 1M1.

## Lugares de interés
- Palacio Legislativo
- Terminal Pasó de la Arena
- Cementerio de la Teja
- Puente de la Barra

Circula por los barrios Centro, La Aguada, Arroyo Seco, Bella Vista, Paso Molino, Belvedere, La Teja, Los Bulevares, Paso de la Arena y el pueblo Santiago Vázquez de Montevideo, y por los barrios Delta del Tigre de la Ciudad del Plata. 

## Recorrido
| Partida Andén 24 (Estación Baltasar Brum) - Río Branco - Galicia - República - Avenida Daniel Fernández Crespo - Avenida de las Leyes - Avenida Agraciada - San Quintín - Santa Lucía - Eduardo Paz Aguirre - Avenida Luis Batlle y Berres - (Terminal Paso de la Arena) - Avenida Luis Batlle Berres - Ruta 1 - Avenida Río de la Plata Llegada (Terminal Playa Pascual) | - Río de la Plata - Ruta 1 vieja - Avenida Batlle y Berres - Eduardo Paz Aguirre - José Llupes - Avenida Agraciada - Avenida de las Leyes - Magallanes - Galicia - República - Avenida Uruguay - Ciudadela |